# المپیک زمستانی ۱۹۴۰
بازی‌های المپیک زمستانی ۱۹۴۰ (انگلیسی: 1940 Winter Olympics) دوره‌ای از بازی‌های المپیک زمستانی به‌شمار می‌رفت که قرار بود در ساپورو در کشور ژاپن برگزار شود ولی به دلیل وقوع جنگ جهانی دوم این بازی‌ها برگزار نشد.
ساپورو به عنوان میزبان ششمین دوره بازی‌های المپیک زمستانی انتخاب شد که بنا بود در فوریه ۱۹۴۰ برگزار شود ولی ژاپن در ژوئیه ۱۹۳۸ پس از جنگ دوم چین و ژاپن در سال ۱۹۳۷، میزبانی بازی‌ها را به کمیته بین‌المللی المپیک پس داد. ساپورو بعدها بازی‌های المپیک زمستانی ۱۹۷۲ را میزبانی کرد.